# Gerhart Laage
Gerhart Laage (* 19. April 1925 in Hamburg; † 21. April 2012) war ein deutscher Architekt und Hochschullehrer an der Universität Hannover, von 1974 bis 1975 war er gleichzeitig Rektor der Universität.

## Leben
Laage studierte von 1948 bis 1953 an der Technischen Hochschule Braunschweig bei Friedrich Wilhelm Kraemer. Danach führte er zusammen mit seinem Vater Richard Laage ein Architekturbüro.
Von 1963 bis zu seiner Emeritierung 1992 war Laage Professor am Institut für Geschichte und Theorie der Architektur der Universität Hannover. 1963 wurde ihm ein Stipendium in der Deutschen Akademie Villa Massimo zuerkannt.
Eine Kindheitsfreundschaft verband Laage mit Helmut Schmidt, den er in seiner Zeit als Bundeskanzler (1974–1982) zu Fragen der Architektur und des Städtebaus beriet. Dieser berief ihn auch in die Freitagsgesellschaft.
Ab 1960 war Gerhart Laage dreizehn Jahre lang Mitglied im Vorstand der Landesgruppe Hamburg des Bundes Deutscher Architekten (BDA) und von 1990 bis 1992 Präsident der Bundesarchitektenkammer. Daneben war er Mitglied der Freien Akademie der Künste Hamburg.
2008 wurde er zum Dr.-Ing. promoviert.

## Werk

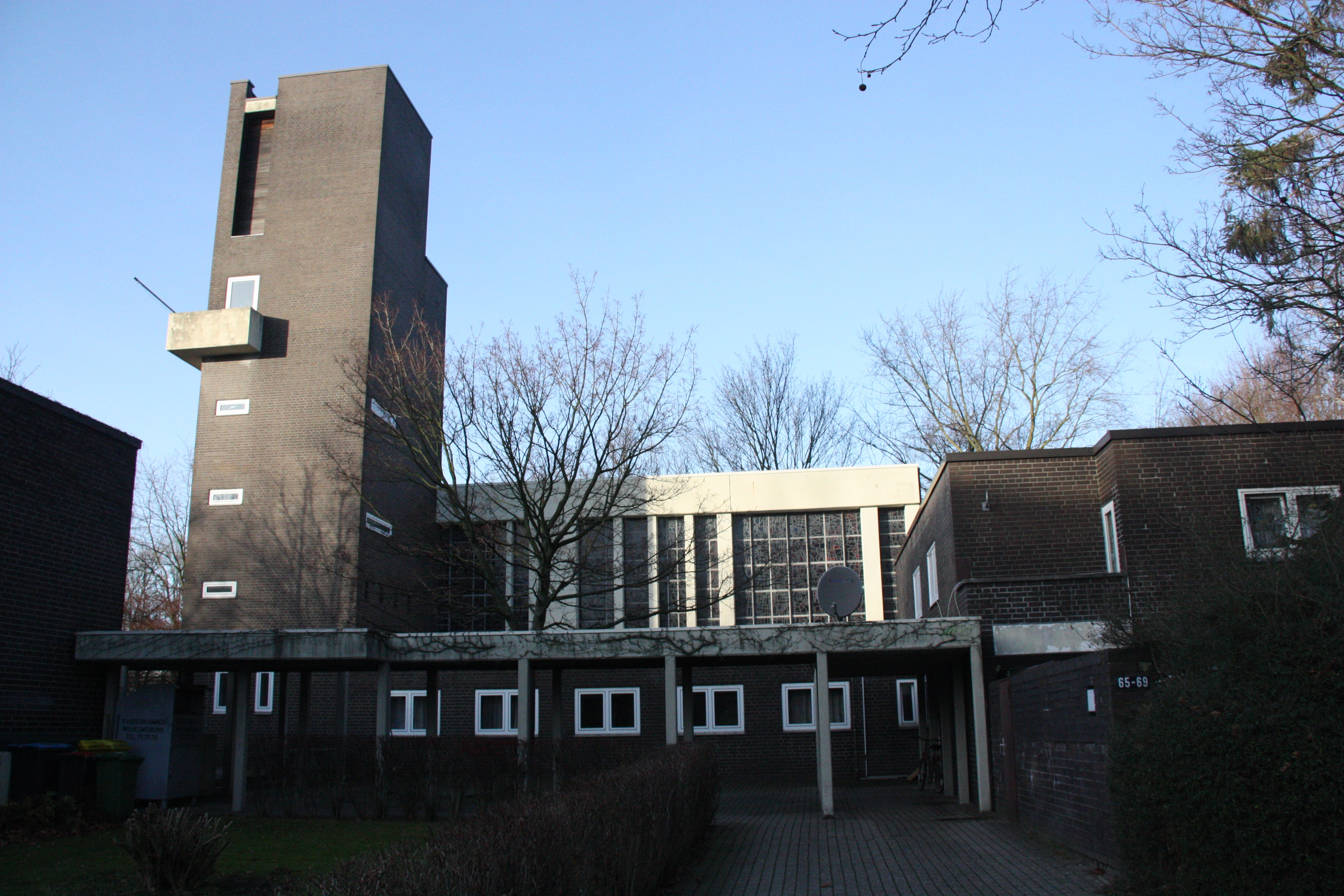
Dietrich-Bonhoeffer-Kirche in Hamburg-Dulsberg

- 1955–1959: Sonderschule Robert-Koch-Straße in Hamburg-Eppendorf[4]
- 1960: Gaswerk (Kokerei) Hamburg-Kattwyk[4], abgerissen 1982
- Atrium-Häuser in der Notkestraße in Hamburg-Bahrenfeld[4]
- 1967–1969: Dietrich-Bonhoeffer-Kirche in Hamburg-Dulsberg[5]
- 1968: Wohnhaus Laage in Hamburg-Blankenese[4]

## Schriften
- (Zusammen mit Max-Walter Herr) Die Wohnung von heute für Ansprüche von morgen. Definition und Entwicklung eines deutschen Wohnungsstandards (= GEWOS-Schriftenreihe. Neue Folge. Band 5). Christians Verlag, Hamburg 1971.
- Umwelt und Mitbestimmung. Ziele, Beteiligte, Methoden, Organisation und Planung. Callwey Verlag, München 1973, ISBN 3-7667-0286-6.
- Planung, ein Märchen von einem, der auszog, das Fürchten zu lernen. Neun Gruselgeschichten aus einem Arbeitstag des Architekten Bähnelz (= TAP-Texte. Band 4). Lehrstuhl für Theorie der Architekturplanung, Technische Universität Hannover, Hannover 1975.
- (Zusammen mit Holger Michaelis, Heiner Renk) Planungstheorie für Architekten. Entwicklung, Methoden, Anwendung. Deutsche Verlags-Anstalt, Stuttgart 1976. ISBN 3-421-02474-X.
- Wohnen beginnt auf der Straße. Wohnwertverbesserung durch Maßnahmen im Wohnungsumfeld. Deutsche Verlags-Anstalt, Stuttgart 1977. ISBN 3-421-02513-4.
- Handbuch der Architekturplanung. Verlag Kohlhammer, Stuttgart/Berlin/Köln/Mainz 1978, ISBN 3-17-004667-5.
- Weder Traum noch Trauma. Beiträge zu einer menschenfreundlichen Architektur. Deutsche Verlags-Anstalt, Stuttgart 1978, ISBN 3-421-02528-2.
- Das Stadthaus, mehr als eine Bauform. Chancen, Forderungen, Konzepte im Wohnungs- und Städtebau. Deutsche Verlags-Anstalt, Stuttgart 1979, ISBN 3-421-02536-3.
- Im Stadthaus. Frei leben – unabhängig wohnen. Bausparkasse Schwäbisch Hall, Schwäbisch Hall 1979.
- Der Kalif beschenkte ihn reichlich. Eine deutsch-orientalische Geschichte über Stadtplanung. (= TAP-Texte. Band 15). Lehrstuhl für Theorie der Architekturplanung, Technische Universität Hannover, Hannover [1981].
- Das Wohnhaus im Spessart. Unheimliches, Gemeinnütziges, Alternatives vom Wohnungsbau. (= TAP-Texte. Band 21). Institut für Architektur- und Planungstheorie, Hannover [1983?].
- (Zusammen mit Michael Bergholter) Warum wird eigentlich nicht immer so gebaut? Erfahrungen beim Kosten-und Flächensparen im Wohnungs-und Städtebau. Deutsche Verlags-Anstalt, Stuttgart 1985, ISBN 3-421-02837-0.
- Selbstbau-Fibel. Erfahrungen und Hinweise zum Umbau von Reihenhäusern. (= Fundamente alternativer Architektur. Band 22). 2. Auflage. C. F. Müller Verlag, Karlsruhe 1987, ISBN 3-7880-7307-1.
- Von Architekten, Bossen und Banausen. Vier satirische Geschichten. Beton-Verlag, Düsseldorf 1989, ISBN 3-7640-0260-3.
- Architektur ist Glückssache. Fünf satirische Geschichten. Beton-Verlag, Düsseldorf 1997, ISBN 3-7640-0372-3.
- Die emotionale Stadt. Von Planen, Bauen und den Gefühlen der Bewohner. Dölling und Galitz Verlag, München 2005, ISBN 3-937904-08-5.
- Architektur bekommt nur Sinn durch Menschen. Ansätze einer nutzerorientierten Theorie der Architekturplanung in der zweiten Hälfte des 20. Jahrhunderts. Ein Beitrag zum Stadtmarketing Anfang des 21. Jahrhunderts? Selbstverlag, Hamburg 2009 (Dissertation).
- Schöne Grüße vom Minotaurus. Bund deutscher Architekten und Architektinnen, Hamburg e. V., Hamburg 2011.
- Briefe an Stadtbewohner. Über soziale Wirkungen von Architektur. Langewiesche-Brandt, Ebenhausen bei München 2014, ISBN 978-3-7846-1229-4.